# Pariana
Pariana es un género de plantas herbáceas perteneciente a la familia de las poáceas.

## Especies
- Pariana bicolor Tutin
- Pariana gleasonii Hitchc.
- Pariana obtusa Swallen
- Pariana pallida Swallen
- Pariana stenolemma Tutin
- Pariana trichosticha Tutin
- Pariana velutina Swallen
- Pariana violescens Swallen